# Elizabeth Hervey

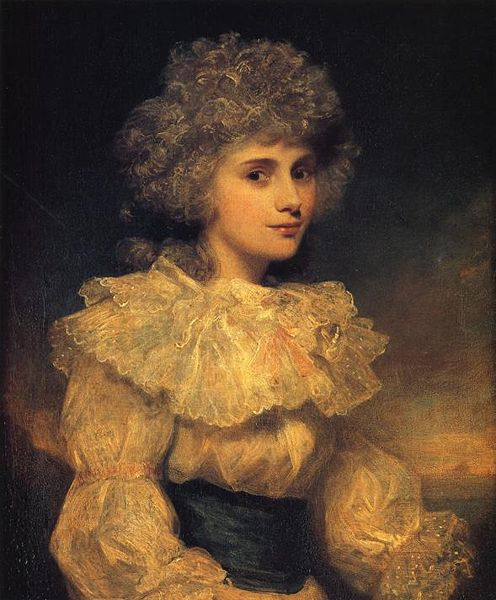
Joshua Reynolds: Lady Elizabeth Foster, Öl auf Leinwand, 1787

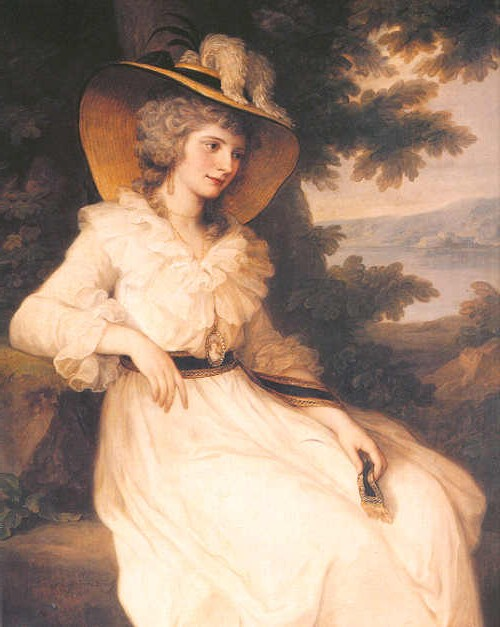
Joshua Reynolds: Lady Elizabeth Foster, Öl auf Leinwand, um 1789

Lady Elizabeth Hervey, später Lady Elizabeth Foster, später Elizabeth Cavendish, Duchess of Devonshire (* 13. Mai 1758 in Horringer, Suffolk; † 30. März 1824 in Rom) war eine britische Adlige.

## Leben
Elizabeth war eine Tochter von Frederick Hervey, 4. Earl of Bristol (1730–1803), und seiner Ehefrau Elizabeth Davers († 1800), Tochter von Sir Jermyn Davers, 4. Baronet. Sie wurde in der Familie „Bess“ genannt.
1776 heiratete Lady Elizabeth den Aristokraten Sir John Thomas Foster († 1796). Sie hatten drei Kinder:
- Frederick Thomas Foster (1777–1853);
- Elizabeth Foster (1778–1778);
- Sir Augustus John Foster, 1. Baronet (1780–1848).

Sie lebten nach 1779 im Ickworth House in Bury St Edmunds. Die Ehe war nicht glücklich und sie trennten sich 1781, nachdem die Beziehung mit einem Diener ans Licht kam. Darauf übernahm John Thomas Foster die alleinige Erziehung seiner Söhne.
1782 lernte Elizabeth in Bath William Cavendish, 5. Duke of Devonshire (1748–1811) und dessen Gattin Georgiana Cavendish, Duchess of Devonshire (1757–1806) kennen und wurde eine enge Freundin der Duchess. Von dieser Zeit an lebten sie in einer „ménage à trois“, die auf Lebenszeit bestand. Elizabeth gebar zwei illegitime Kinder von William Cavendish, 5. Duke of Devonshire (1748–1811):
- Caroline Rosalie Adelaide St. Jules (1785–1862);
- Sir Augustus William James Clifford, 1. Baronet (1788–1877).

Nachdem die Duchess 1806 gestorben war, heiratete Elizabeth 1809 selbst den Duke.
1804 lernte sie die französische Schriftstellerin Madame de Staël (1766–1817) kennen, mit der sie in literarischem Briefwechsel stand.
Ihr wurden Affären mit Ercole Consalvi (1757–1824), John Sackville, 3. Duke of Dorset (1745–1799), Hans Axel, Graf von Fersen (1755–1810), Charles Lennox, 3. Duke of Richmond (1735–1806), und Valentine Quin, 1. Earl of Dunraven and Mount-Earl (1752–1824) nachgesagt. Es gibt einige Beweise, dass Quin einen unehelichen Sohn mit Elizabeth zeugte, den bekannten Arzt Friedrich Hervey Foster Quin.